# Cho Dong-geon
Cho Dong-geon (kor. 조동건; * 16. April 1986) ist ein südkoreanischer Fußballspieler.

## Karriere

### Verein
Cho Dong-geon erlernte das Fußballspielen in der Schulmannschaft der Iri High School sowie der Universitätsmannschaft der Konkuk University in Seoul. Seinen ersten Profivertrag unterschrieb er 2008 beim Seongnam FC. Der Club aus Seongnam spielte in der ersten Liga, der K League 1. 2010 gewann er mit dem Verein die AFC Champions League. Im Finale in Tokio gewann man am 13. November 2010 mit 3:1 gegen Zob Ahan Isfahan aus dem Iran. Für Seongnam absolvierte er 88 Erstligaspiele. 2011 wechselte er zu den Suwon Samsung Bluewings nach Suwon. Von 2014 bis 2015 wurde er an den Sangju Sangmu FC aus Sangju ausgeliehen. Der Verein ist eine sportliche Abteilung des südkoreanischen Militärs. Daher besteht der Kader des Franchises aus jungen professionellen Fußballspielern, welche gerade ihren Militärdienst ableisten. Jedes Jahr kommen ca. 15 neue Spieler zum Franchise und bleiben dort zwei Jahre, bevor sie zurück zu ihren früheren Franchises gehen. Aufgrund des militärischen Status des Franchises ist es ihm nicht erlaubt, ausländische Spieler zu verpflichten. Für Sangju absolvierte er 33 Spiele. Nach Vertragsende in Suwon wechselte er im Februar 2017 nach Japan. Hier unterschrieb er einen Vertrag bei Sagan Tosu. Der Club aus Tosu spielte in der ersten Liga des Landes, der J1 League. Für Tosa absolvierte er 57 Erstligaspiele. Ende der Saison 2020 wurde sein Vertrag nicht verlängert. Im März 2021 unterschrieb er in seinem Heimatland einen Vertrag beim Hwaseong FC. Der Verein aus Hwaseong spielt in der dritten Liga, der K3 League.

### Nationalmannschaft
Cho Dong-geon absolvierte von 2009 bis 2013 drei Spiele für die südkoreanische Fußballnationalmannschaft. Sein Länderspieldebüt gab er am 12. August 2009 in einem Freundschaftsspiel gegen Paraguay im Seoul-World-Cup-Stadion in Seoul.

## Erfolge
Seongnam FC
- AFC Champions League: 2010

- Korean FA Cup: 2011